# شهرستان آلاموسا
شهرستان آلاموسا، کلرادو (به انگلیسی: Alamosa County, Colorado) یک سکونتگاه مسکونی در ایالات متحده آمریکا است که در کلرادو واقع شده‌است.

## خصوصیات
شهرستان آلاموسا ۱٬۸۷۲٫۵۷ کیلومترمربع مساحت دارد.